# Campylopodiella himalayana
Campylopodiella himalayana är en bladmossart som beskrevs av G. Frahm 1984. Campylopodiella himalayana ingår i släktet Campylopodiella och familjen Dicranaceae. Inga underarter finns listade i Catalogue of Life.